# 尚弗勒里 (马恩省)
尚弗勒里（法語：Champfleury，法語發音：[ʃɑ̃fløʁi]）法国马恩省的一个市镇，位于该省西北部，属于兰斯区。

## 地理
尚弗勒里（49°11'55"N, 4°1'0"E）面积4.02 平方千米，位于法国大東部大區马恩省，该省份为法国东北部内陆省份，北起阿登省，西北接埃纳省，西南接塞纳-马恩省，南至奥布省，东南接上马恩省，东临默兹省。
与尚弗勒里接壤的市镇（或旧市镇、城区）包括：兰斯、蒙布雷、特鲁瓦皮、维莱阿勒朗、维莱欧讷。

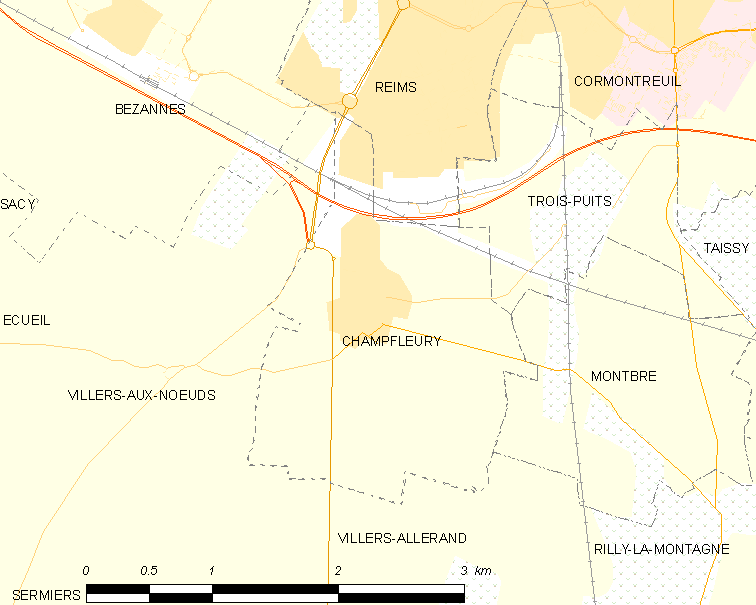
的OSM定位图

尚弗勒里的时区为UTC+01:00、UTC+02:00（夏令时）。

## 行政
尚弗勒里的邮政编码为51500，INSEE市镇编码为51115。

## 政治
尚弗勒里所属的省级选区为兰斯第四县。

## 人口

1962-2008年间人口变化图示

尚弗勒里于2022年1月1日时的人口数量为603人。